# Clojure
In informatica Clojure è un dialetto del linguaggio di programmazione Lisp: alcune importanti caratteristiche sono lo sviluppo interattivo, la filosofia secondo cui lo stesso codice è un dato, le macro e la compilazione in Java bytecode, che permette a Clojure di funzionare su una macchina virtuale Java e di accedere facilmente a tutte le librerie Java. Il supporto del paradigma di programmazione funzionale, unito alla persistenza dei dati in memoria e alla loro gestione tramite STM permette di realizzare più facilmente programmi basati sul calcolo parallelo e multithread.

## Filosofia
Rich Hickey sviluppò Clojure poiché voleva avere a disposizione un moderno linguaggio Lisp in grado di supportare il paradigma di programmazione funzionale, di sfruttare una piattaforma software già esistente e di gestire facilmente la concorrenza.

## Esempi
Hello world:
```
(
println 
"Hello world!"
)

```

Definizione di una funzione:
```
(
defn 
square
 
[
x
]

  
(
* 
x
 
x
))

```